# Psammomys
Psammomys (Cretzschmar, 1828) è un genere di Roditori della famiglia dei Muridi.

## Descrizione

### Dimensioni
Al genere Psammomys appartengono roditori di piccole dimensioni, con lunghezza della testa e del corpo tra 115 e 185 mm, la lunghezza della coda tra 80 e 155 mm e un peso fino a 235 g.

### Caratteristiche craniche e dentarie
Il cranio presenta delle creste sopra-orbitali ben sviluppate, tali da formare delle piccole estensioni post-orbitali. La bolla timpanica è rigonfia. Le placche zigomatiche sono normali. Sono presenti 2 paia di fori palatali, dei quali i 2 posteriori sono ridotti. Gli incisivi superiori sono lisci.
Sono caratterizzati dalla seguente formula dentaria:

### Aspetto
Il corpo è tozzo, con una grossa testa e grandi occhi, ricoperto da una pelliccia lunga. Le orecchie sono corte e rotonde. gli arti sono brevi, la pianta dei piedi è parzialmente ricoperta di peli. La coda è più corta della testa e del corpo e termina normalmente con un ciuffo di peli più lunghi.

## Distribuzione
Questo genere è diffuso nell'Africa settentrionale e nel Vicino Oriente.

## Tassonomia
Il genere comprende 2 specie:
- Psammomys obesus
- Psammomys vexillaris